# Eugenio Polgovsky
Eugenio Gregorio Polgovsky Ezcurra (Ciudad de México, 29 de junio de 1977-Londres, 11 de agosto de 2017) fue un director de cine, actor, cine fotógrafo, productor y editor mexicano.
El Museo de Arte Moderno de Nueva York presentó su documental Trópico de cáncer como parte de lo más innovador del cine de no ficción latinoamericano contemporáneo, con una proyección especial en la Semana de la Crítica del Festival Internacional de Cine de Cannes en 2005. Su documental Los herederos tuvo su estreno mundial en el Festival Internacional de Cine de Venecia y abrió la sección Generation al documental del Festival Internacional de Cine de Berlín y ha dado la vuelta al mundo sembrando conciencia sobre la condición de la infancia campesina de México.
Con sus películas ganó cuatro premios Ariel de la Academia Mexicana de Artes y Ciencias Cinematográficas y le fue entregado el Premio Nacional de la Juventud de México, por primera vez en su historia otorgado a un joven cineasta en el año 2004.
Polgovsky Ezcurra, fue el primer Compañero de las Artes (Fellow Commoner of the Arts) - cineasta - invitado en la historia del Trinity College de la Universidad de Cambridge (Inglaterra).
Falleció a los 40 años el 11 de agosto de 2017.

## Biografía
Polgovsky inició su carrera de forma autodidacta en la fotografía retratando la vida cotidiana de personajes marginales en México y el mundo. Tenía instalado su cuarto oscuro de revelado e impresión en el armario del apartamento donde vivía, del cual surgen dos exposiciones, la primera, Imágenes de Cracovia, y la segunda, exhibida en la Grunt Gallery de Vancouver con impresiones de sus viajes por regiones de México y Nueva York.
A los 17 años ganó el premio mundial de fotografía ACCU/UNESCO, en el «Año por la tolerancia», siendo entregado por el presidente de la Sociedad Fotográfica de Japón, con una fotografía tomada en Cracovia de dos músicos en el exilio supervivientes de la guerra de Bosnia.
Estudió cinefotografía y realización en el Centro de Capacitación Cinematográfica de la Ciudad de México por dirección, consiguiendo el título cum laude. En 2004 dirigió, fotografió y editó el documental "Trópico de Cáncer", retrato naturalista de la lucha por sobrevivir de los habitantes del desierto de San Luis Potosí, reconocida con numerosos premios y parte de la selección Frontier del Festival de Cine de Sundance (Premio "Ojo" en el FIC Morelia 2004 , Premio Joris Ivens en el 27.º Festival Cinema du Reél en París, invitado a la Semana de la Crítica del Festival Internacional de Cine de Cannes,  ganador del "Ariel" por el documental Ópera prima. Fue seleccionado en el Festival Internacional de Cine de Róterdam y obtuvo el Gran premio "Coral" en La Habana, Cuba entre otros). En 2007 fundó la productora Tecolote Films y, con el Fondo Hubert Bals y Visions Sud Est, produjo, fotografió, dirigió y editó Los herederos, filmado en diversas regiones rurales de México durante tres años, retratando la infancia mexicana campesina (premier mundial en el 65.º Festival Internacional de Cine de Venecia 2008 y Selección Oficial del Festival de Cine de Berlín - Generation, siendo la primera vez que un documental es invitado en su historia.
La directora de la sección Generation del Festival Internacional de Cine de Berlín, Maryanne Redpath expresó las siguientes palabras en un comunicado de prensa sobre "Los Herederos":
«No podemos ignorar material documental de un impacto tan inmenso. Estamos ávidos de participar en los polémicos debates que este trabajo provocará a lo largo de las generaciones.»
Los herederos fue ampliamente reconocido por la crítica nacional e internacional y causó un fructífero debate nacional en México y Francia sobre el trabajo infantil. Su exhibición en salas de cine obtuvo un récord histórico de asistencia en el promedio de cantidad de espectadores por número de copias en 35 mm para un documental mexicano, cerca de los 3000. Fue reconocido con dos premios Ariel por Mejor documental y Mejor edición y obtuvo seis nominaciones. Por su trayectoria, Eugenio Polgovsky ganó en 2004 el Premio Nacional de la Juventud, otorgado por primera vez a un cineasta. Recibe también por parte de la Universidad Nacional Autónoma de México el premio José Rovirosa y el premio "Emiliano Zapata" por parte del Festival de La memoria de Tepoztlán. Ha sido director invitado en el seminario Robert Flaherty de la Universidad de Colgate, E.U. en 2010, así como ponente en la Universidad de Cambridge, en 2011 donde presentó Trópico de cáncer, Mitote y Los Herederos.
Formó parte del jurado oficial en diversos festivales: Cinemma du Reél, FIC Morelia, Transcinema, Ficunam, GIFF, entre otros.
En 2012 produce de forma independiente Mitote, su tercer largometraje documental, filmado en el Zócalo de la Cd. de México y estrenado en el Festival de Cine de Roma y exhibido en salas independientes de México.
Mitote se mostró en la apertura de la primera edición del festival Transcinema en Lima (Perú). En 2012, a petición de Greenpeace, realizó el cortometraje documental Un salto de vida, que retrata la situación de contaminación del Río Santiago en Jalisco (ganador del premio Ariel en su categoría en 2014). En el año 2014 su proyecto documental, Resurrección fue merecedor del Foprocine para la producción (IMCINE).
Eugenio Polgovsky ingreso al Sistema Nacional de Creadores del FONCA en México en 2015 y fue miembro de la Academia Mexicana de Artes y Ciencias Cinematográficas.
Sus películas han recorrido el mundo con amplio reconocimiento de la crítica, llevando un mensaje humanista a través de una innovadora óptica propia. Donde fotografía y edición se funden de forma poética y donde el lenguaje documental se refuerza renovado.
Polgovsky fue reconocido con más de treinta premios nacionales e internacionales en diferentes categorías: edición, fotografía y dirección.
También fue maestro de la sección Documental del Centro Bicultural Ruso - Mexicano de Cine y actuación en la Cd. de México.
Falleció el 11 de agosto de 2017, a los 40 años, en Londres (Inglaterra). Su deceso fue confirmado por su hermana Mara al Instituto Mexicano de Cinematografía.

## Filmografía
| Año  | Título original       | País de producción | Idioma  | Duración | Premios y nominaciones |                                                                         |
| ---- | --------------------- | ------------------ | ------- | -------- | --- | ----------------------------------------------------------------------- |
| 2000 | El color de su sombra | México             | Español | 12 min   | Premio Ocic Signis - GIFF – Mejor documental - FICM |                                                                         |
| 2004 | Trópico de Cáncer     | México             | Español | 52 min   | Semana de la Crítica, Cannes – Selección Frontier, Sundance - "Ariel" Mejor Opera prima documental - Premio Joris Ivens 27 Cinemma du Réel - - "OJO" Mejor documental - FIC Morelia 2004 |                                                                         |
| 2008 | Los herederos         | México             | Español | 90 min   | Mostra de Venecia 08, "Orrizontti" - Berlinale "Generation" - "Ariel" Mejor documental - "Ariel" Mejor Edición                                                                           |                                                                         |
| 2012 | Mitote (Mitotl)       | México             | Español | 54 min   | Festival de Cine de Roma "Cinemma XXI" - Mención especial, Morelia |                                                                         |
| 2014 | Un salto de vida      | México             | Español | 21 min   | Selección "Golden Nights" Césares de Francia 2015. (Selección de los mejores cortometrajes del mundo)                                                                                    | Festival de Cine de Guadalajara - "Ariel" Mejor cortometraje documental |

## Televisión
- El abuelo y yo (1992) - Eugenio